# Bryum innovans
Bryum innovans är en bladmossart som beskrevs av H. Crum in Mägdefrau 1983. Bryum innovans ingår i släktet bryummossor, och familjen Bryaceae. Inga underarter finns listade i Catalogue of Life.